# Woodlawn (línea de la Avenida Jerome)
Woodlawn es una estación elevada en el Bronx en la línea de la Avenida Jerome del metro de la ciudad de Nueva York, servido por los trenes del servicio 4. Es la terminal del extremo norte de la línea de la Avenida Jerome. Aquí se encuentran dos plataformas laterales abandonadas, en la cual fueron usadas para descargar a pasajeros mientras la plataforma central era usada para dejar pasajeros hacia las terminales de la IRT de Pelham Bay Park y el Bronx. También hay varios letreros de estilos antiguos en el centro de la plataforma, con un mezanine de ladrillos.
La estación del 15 de abril de 1918. Woodlawn viene del nombre de un barrio pero es más común asociado con el Cementerio Woodlawn que esta a través de la calle. La estación también se refiere a Woodlawn Road, después de que la calle pasase a llamarse como la Avenida Bainbridge; sin embargo, el nombre de la calle fue cambiado hace décadas .

## Conexiones de autobuses
| Bus  | Desde                                | Hacia                           |
| ---- | ------------------------------------ | ------------------------------- |
| Bx16 | East 206 Street/ Avenida Brainbridge | Eastchester                     |
| Bx34 | East 242 Street/ Avenida Katonah     | Fordham Road/ Avenida Valentine |